# Kościół ewangelicko-augsburski w Zelowie
Kościół ewangelicko-augsburski w Zelowie – kościół parafialny należący do parafii ewangelicko-augsburskiej w Zelowie-Bełchatowie. Został wybudowany w połowie lat trzydziestych XX wieku jako Kościół Gustawa Adolfa i poświęcony 17 maja 1936 roku i od tamtej pory służy zelowskim luteranom. Pierwotnie był kościołem filiału Pożdżenice Parafii Ewangelicko-Augsburskiej w Bełchatowie. Kościół mieści się przy ulicy Stefana Żeromskiego 46.

## Galeria

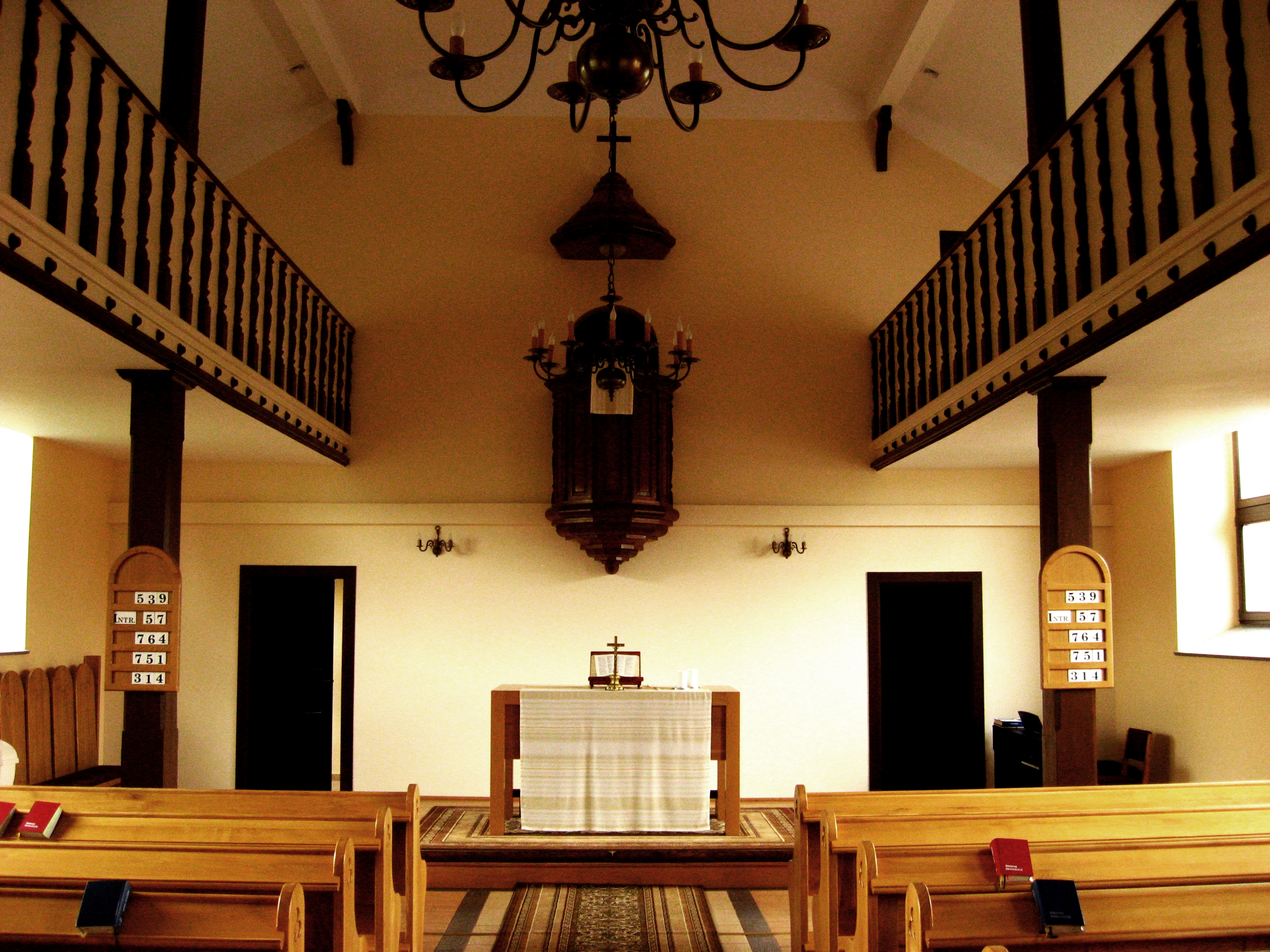
Wnętrze kościoła